# زاوية ابن حميدة
زاوية بن احميدة (بالإنجليزية: ZAOUIAT BEN HMIDA)‏ هي جماعة قروية تابعة لإقليم الصويرة ضمن جهة مراكش - تانسيفت - الحوز بالمغرب. بلغ مجموع عدد سكان زاوية بن احميدة  حسب إحصاءات 2004 حوالي 6432 نسمة يعيشون في 1161 أسرة.